# إمارة البحرين (1783–1971)
تأسست إمارة البحرين (1783–1971) منذ غزو آل خليفة حتى الاستقلال عن الإمبراطورية البريطانية.
كانت البحرين تابعة للإمبراطورية الفارسية عندما قامت قبيلة بني عتبة بقيادة آل خليفة في عام 1783 بغزوها من قاعدتهم في الزبارة (محمية قطر البريطانية). كان حاكم آل خليفة هو أحمد بن محمد الذي أصبح يعرف بالفاتح. واجه خلفاؤه العديد من التحديات على مدى السنوات الـ 75 التالية ، لكنهم تمكنوا من إبقاء البحرين تحت سيطرتهم. خارجيًا ، كانت الجزيرة تتعرض لتهديدات مستمرة من عمان والسعودية ، وكلاهما سيطر عليها لفترات قصيرة. كما قدم الفرس والعثمانيون العديد من المطالبات على البلاد. في عام 1820 ولاحقًا في عام 1861 ، وقعت بريطانيا معاهدات سلام مع البحرين واعترفت بالخليفة حكامًا لها.

## التاريخ

### صعود آل خليفة
استقر آل خليفة ، وهي عائلة سنية متحالفة مع قبيلة بني عتبة ، في الزبارة (قطر) عام 1766 بعد انتقالها إليها من الكويت.
حوالي ستينيات القرن الثامن عشر ، هاجر آل خليفة إلى الزبارة في قطر الحديثة. سرعان ما انضمت عائلة الجلاهمة ، المتحالفة في ظل قبيلة بني عتبة ، إلى آل خليفة في الزبارة ، تاركين آل صباح بصفتهم المالك الوحيد للكويت.

### حكم آل خليفة (1783-1869)
كان عهد أحمد (1783-1996) مستقرًا وسلميًا نما خلاله إنتاج اللؤلؤ وتجارته بشكل ملحوظ. ومع ذلك ، خلال السنوات الـ 75 التالية ، واجه حكم آل خليفة في البحرين تهديدات خارجية وداخلية خطيرة. ومع ذلك ، من خلال التحالف مع أعدائهم ضد بعضهم البعض ، تمكنوا من إبقاء الجزيرة تحت سيطرتهم.

### محمية بريطانية
وقع البريطانيون معاهدتين أخريين مع آل خليفة في عامي 1880 و 1892 ، حيث وضعت الدفاع والعلاقات الخارجية للبحرين تحت سيطرة بريطانيا  وتحولت البحرين إلى محمية استعمارية بريطانية. في أعقاب حادثة عام 1904 ، التي هاجم فيها أحد أقارب الحاكم الفرس والألمان ، وافق الحاكم على وضع شؤون الأجانب في أيدي البريطانيين.مصطلح «أجنبي» غامض ، لأن البحرين ليس لديها سياسة تجنيس أو تعداد سكاني أو مكتب هجرة. أدى هذا بالإضافة إلى العدد المتزايد من الأجانب نتيجة ازدهار اللؤلؤ إلى خلق نظام سلطة مزدوج ، أحدهما بقيادة الوكيل البريطاني والآخر بقيادة آل خليفة (عيسى بن علي).
خلال الحرب العالمية الأولى ، تعرضت البحرين مرة أخرى للتهديد من قبل السعودية، الذين أعادوا احتلال الجزء الشرقي من شبه الجزيرة العربية والعثمانيين والفارسيين ، وكلاهما لم يتخلوا عن مطالباتهم بالجزيرة. ردت بريطانيا على تشديد قبضتها على البحرين. لم يكن البحرينيون متعاطفين مع الحلفاء ، وهو ما عزاه البريطانيون إلى عدم اهتمامهم بقمع الشيعة وتطبيق الإصلاحات. عندما انتهت الحرب ، غيرت بريطانيا سياستها في البحرين من الحذر وتقديم النصائح للحاكم ، إلى تنفيذ الإصلاحات بشكل مباشر.